# Coriolano Cippico
Coriolano Cippico (1425?-1493?), connu sous le nom latin de Cepio (francisé en Cèpion), historien vénitien, né en 1425 à Trau en Dalmatie (actuellement Trogir en Croatie). Il suivit la profession des armes, se distingua dans la défense de Scutari contre les Turcs (1470-1474) et écrivit l'histoire de cette guerre sous le titre : De Bello Asiatico libri III, Venise, 1594. On lui doit aussi : Gesta Petri Mocenici (Mocenigo), 1474.

## Biographie
Coriolano Cippico nait en 1425, à Trau, dans la Dalmatie. Fils de Pietro et de Pellegrina Cega, il nait dans une famille de la noblesse locale fidèle à la République de Venise. Il étudie d'abord dans sa ville natale, puis à l'Université de Padoue, où il est mentionné à plusieurs reprises entre 1443 et 1453. Après avoir obtenu son diplôme in utroque iure, il exerce brièvement la profession d'avocat (peut-être à Venise), puis retourne à Traù où il partage son temps entre l'administration de ses biens et ses études classiques. Dans la même ville, il occupe plusieurs fonctions publiques et est envoyé à Venise à plusieurs reprises comme orateur.
De retour en Dalmatie, il épouse Giacobina Lodi, qui lui donna un fils et deux filles. Veuf, il se remarie avec Nicoletta Andreis, avec qui il eut une fille et quatre fils, dont Giovanni et Alvise, archevêques de Zara.
Entré dans la marine vénitienne, il commande une galère de la République dans la guerre contre les Turcs, de 1470 à 1474, se signalant à la défense de Scutari. Coriolano Cippico meurt en 1493.
Sa renommée est liée au Petri Mocenici imperatoris gestorum libri tres, récit détaillé de l'expédition de Pietro Mocenigo au Levant, publié vers la fin de 1477. En 1470, après la conquête de Negroponte par les Ottomans de Mehmet II, la Sérénissime avait demandé à la ville de Traù d'armer une galère pour rejoindre la flotte dirigée par le général vénitien. Cippico, nommé sopracomito du navire, fut un témoin direct de tous les principaux événements.
Lié par une amitié avec Marco Antonio Sabellico, il fut l'un des représentants de l'humanisme en Dalmatie, auteur d'œuvres littéraires et collectionneur de codex.